# František Talíř
František Talíř (* 24. června 1993) je český politik, člen KDU-ČSL, od roku 2024 náměstek ministra životního prostředí ČR, mezi lety 2020 a 2024 zastupitel Jihočeského kraje a 1. náměstek hejtmana Jihočeského kraje, od roku 2022 také zastupitel obce Zubčice.

## Politické působení
Od roku 2015 je členem KDU-ČSL. Ve volbách v roce 2019 za stranu kandidoval do Evropského parlamentu. Díky necelým 10 000 preferenčních hlasů se ze šestého místa na kandidátce dostal na čtvrté, a stal se tak druhým náhradníkem.
O rok později vedl v Jihočeském kraji společnou kandidátku lidovců a TOP 09 do krajských voleb 2020. Jeho kandidátka s názvem „Společně pro jižní Čechy“ skončila s 10,45 % hlasů čtvrtá za hnutím ANO, ODS a Českou pirátskou stranou. Získala sedm mandátů v krajském zastupitelstvu. František Talíř se vedle funkce řadového zastupitele 3. listopadu 2020 stal 1. náměstkem hejtmana Jihočeského kraje. Jeho gescemi byly regionální rozvoj, cestovní ruch a životní prostředí. V krajském zastupitelstvu měl na starosti záležitosti EU.
V komunálních volbách v roce 2022 kandidoval do Zastupitelstva obce Zubčice z 3. místa kandidátky KDU-ČSL. Vlivem preferenčních hlasů však skončil první, a stal se tak zastupitelem obce. Je členem Rady NP Šumava a Celostátního výboru KDU-ČSL.
Ve volbách do Evropského parlamentu v červnu 2024 kandidoval jako člen KDU-ČSL na 7. místě kandidátky koalice SPOLU (tj. ODS, KDU-ČSL a TOP 09). Koalice však získala jen šest mandátů, takže přes zisk téměř 31 tisíc preferenčních hlasů neuspěl.
V krajských volbách v roce 2024 obhajoval jako člen KDU-ČSL post zastupitele Jihočeského kraje, a to na kandidátce subjektu „Společně pro jižní Čechy - TOP 09, KDU-ČSL, Tábor 2020“, ale neuspěl. Uskupení získalo jen 4,45 % hlasů, do krajského zastupitelstva se nedostalo, a mandát krajského zastupitele se mu tak nepodařilo obhájit.
Ve sněmovních volbách v roce 2025 kandiduje na 7. místě kandidátní listiny koalice SPOLU v Jihočeském kraji.

## Život
Pochází z obce Zubčice na Českokrumlovsku. Studoval moderní dějiny na Filozofické fakultě Jihočeské univerzity a operní zpěv na konzervatoři v Českých Budějovicích. Absolvoval několik studijních a pracovních pobytů v Itálii. Řadu let prováděl v cisterciáckém klášteře ve Vyšším Brodě a v Budějovickém Budvaru, živil se také jako moderátor a zpíval v operním sboru Jihočeského divadla. Hraje ve svatebním kvartetu na violoncello.